# テイラー駅
テイラー駅 （英語： Taylor Station ）は、アメリカ合衆国テキサス州テイラー イースト・ファースト・ストリート118にある駅。全米各地を結ぶ旅客鉄道のアムトラックが乗り入れている。

## 概要
アムトラックのテーラー駅は稼動中のユニオン・パシフィック鉄道（UP）のバフレンガ構造のヤード事務所に隣接するプラットフォームで構成されている。

## 利用可能な鉄道路線／列車
アムトラックの停車する列車は下記の通り。
シカゴとサンアントニオ / ロサンゼルス間の夜行長距離列車テキサス・イーグル号 …1日1往復停車
※南行列車のシカゴ（日・火・金）出発便はサンアントニオでサンセット・リミテッド号と併結され、ロサンゼルス行きとなる。シカゴとサンアントニオ間は毎日運転。北行列車のロサンゼルス（日・水・金）出発便はサンアントニオまでサンセット・リミテッド号と併結され、同駅で切り離し。サンアントニオとシカゴ間は毎日運転。